# ウィリアム・ダッデル
ウィリアム・ダッデル（William Du Bois Duddell、1872年7月1日 - 1917年11月4日）はイギリスの電気技術者、発明家である。

## 略歴
ロンドンに生まれた。母親はフランス人で、1881年にブライトンの地主、ジョージ・ダッデルと結婚した。少年期をフランスのカンヌで暮らし、機械いじりが好きであって4歳の時にすでに機械を作った逸話が残されている。
Stanislas-Gymnasiumを卒業した後、ロンドンのCentral Technical Collegeでウィリアム・エドワード・エアトンのもとで電気技術を学んだ。1890年から1893年の間、コルチェスターの会社、Davey, Paxman and Co.で働いた。1893年にアンドレ・ユージン・ブロンデルが発明した、電磁オシロスコープを改良し測定可能な周波数を50KHzを超えるものにした。1893年から1901年までロンドン・シティ・ギルド協会で教え、協会で電気物理学的な実験を行い、計測器などの装置を開発した。オシログラフや熱電流計、熱ガルバノメータを設計した。
1900年12月13日にロンドン電気工学協会（IEE）の前で発表した「singing arc」と呼ばれる装置の実験で有名になった。エディソンらによって白熱電球が実用化する前に使われていたアーク灯の欠点の一つは放電時にハム音を発することで、この音の対策をする実験の中で回路によって周波数を変えることができることを発見し、一種の電気楽器といえるものを作った。デモンストレーションで、鍵盤をつけ、イギリス国歌を演奏したとされる。発振回路に関しては、デンマークの技術者、ヴォルデマール・ポールセンが開発しており、ダッデルの装置はポールセンのものに及ばなかった。
1907年に英国放射線協会（British Institute of Radiology）の会長になり、1912年から1914年まで電気工学協会の会長を務めた。1906年と1909年に伝統のある王立研究所のクリスマス・レクチャーの講師に選ばれ、電信と現代電気学について講演した。1907年に王立協会フェローに選ばれ、1012年に王立協会のヒューズ・メダルを受賞した。
英国物理学会はダッデルの功績を称え、1923年から、"Duddell Medal and Prize"を設け、毎年もしくは隔年、授賞していたが、2008年に„Gabor Medal and Prize“に改称された。

## 開発した装置

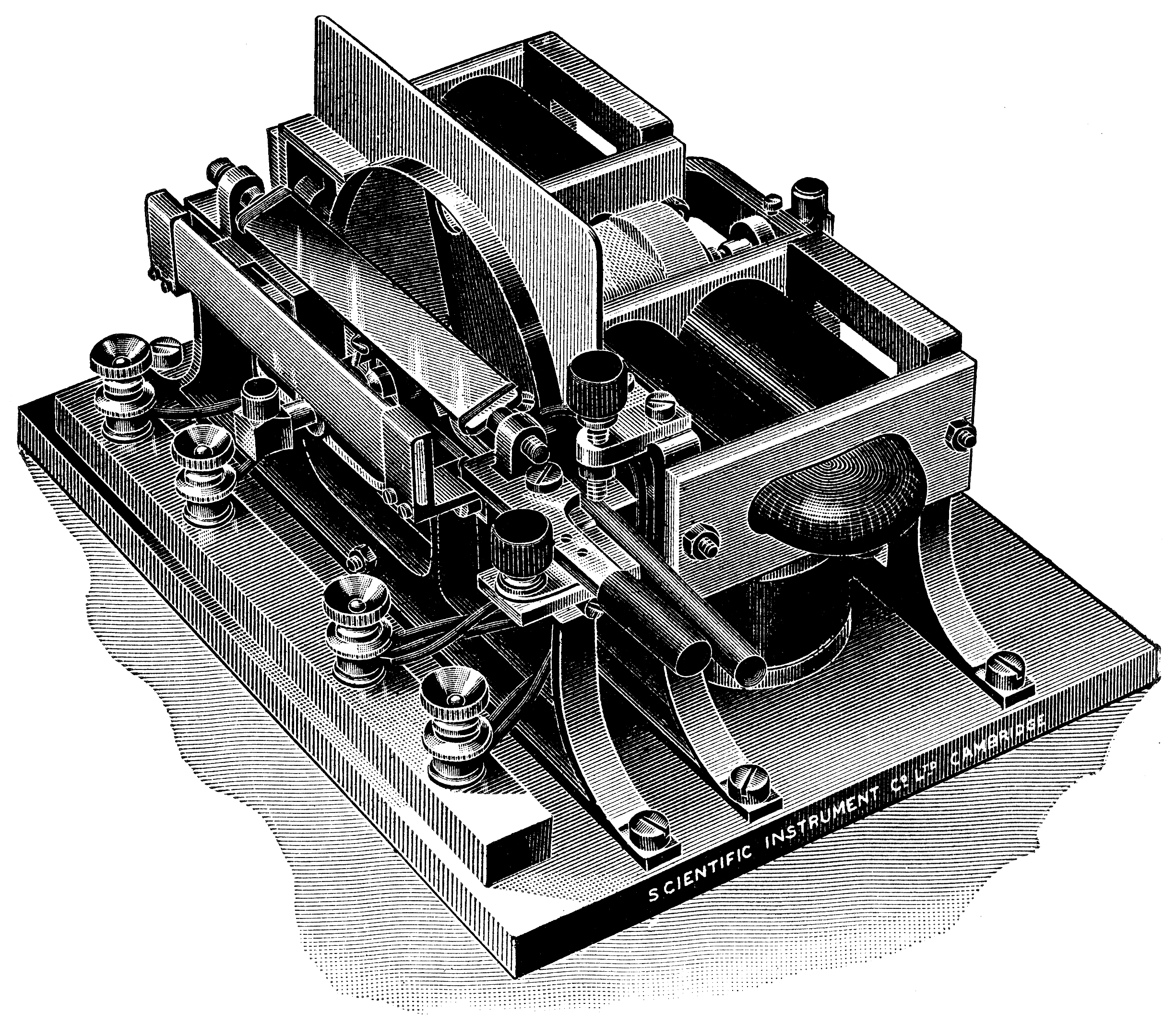
Oscillograph Time-Index Generator
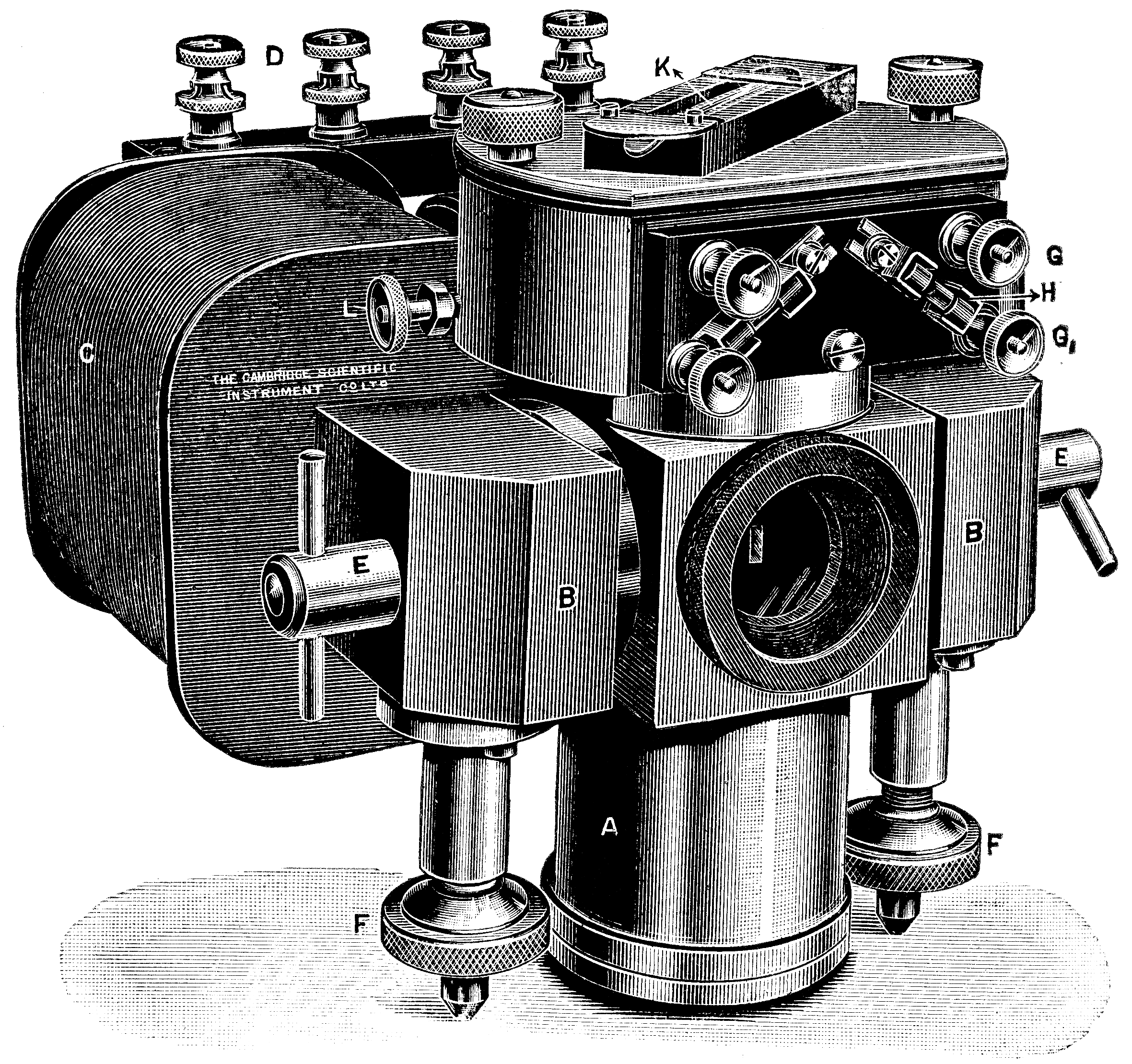
Oscillograph Moving Coil
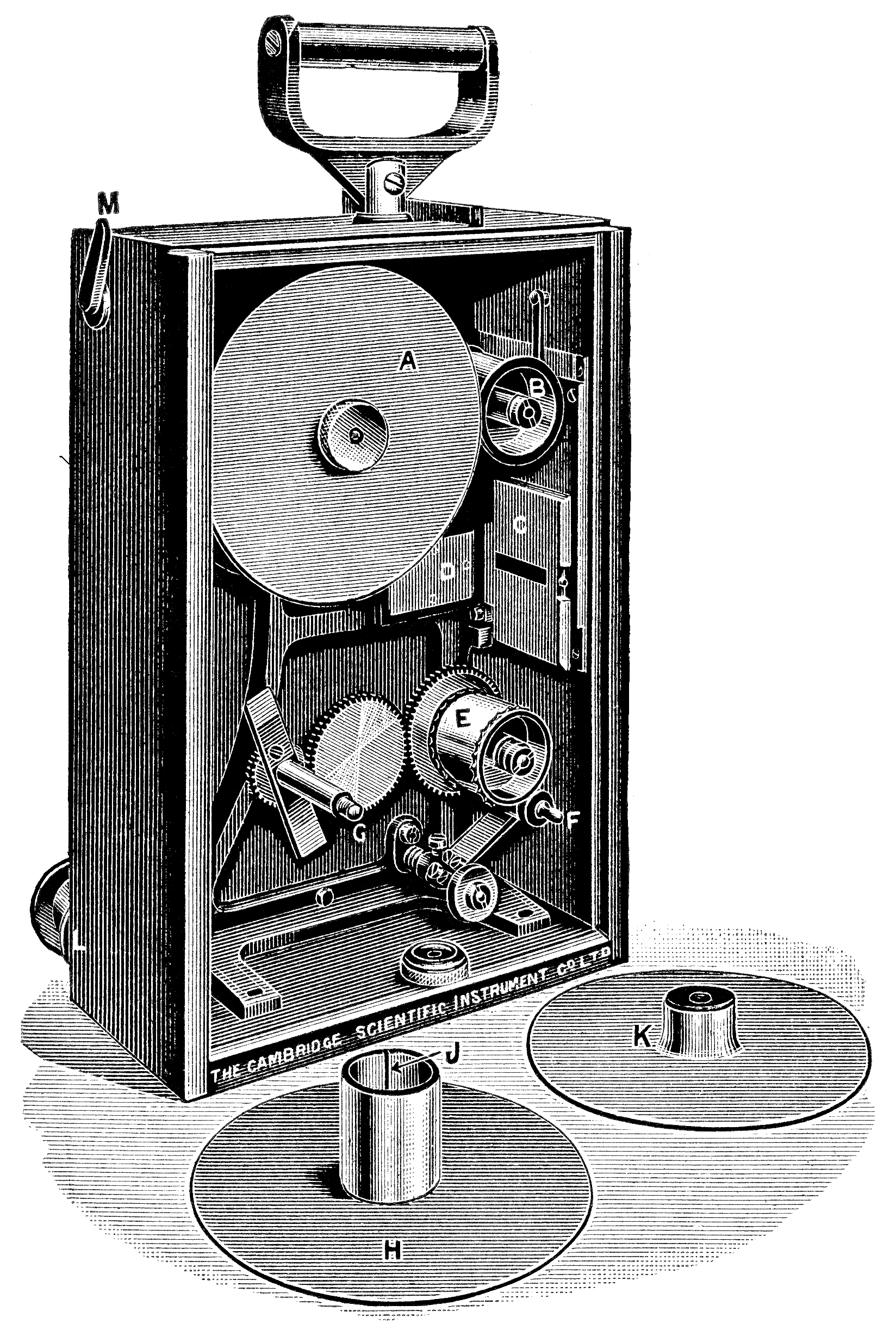
Oscillograph Cinematograph Camera